# Włodzimierz Stanisławski
Włodzimierz Stanisławski (ur. 6 kwietnia 1956 w RogowoRogowie) – polski hokeista na trawie, olimpijczyk z Moskwy 1980.

## Życiorys
Jeden z trzech braci (Wiesław, Henryk) uprawiających tę dyscyplinę sportu. Zawodnik grający na pozycji obrońcy. Przez całą karierę zawodnik LKS Rogowo z wyjątkiem lat 1978-1979 (służba wojskowa), gdy reprezentował klub Pocztowiec Poznań.
W reprezentacji Polski (w latach 1976-1988) rozegrał 18 spotkań zdobywając w nich 8 bramek.
Brał udział w igrzyskach olimpijskich w Moskwie w których Polska zajęła 4. miejsce.
Brat olimpijki Danuty Stanisławskiej.